# Barkusja
Barkusja (arab. ‏برقوسية‎) – nieistniejąca już arabska wieś, która była położona w dystrykcie Hebronu w Mandacie Palestyny. Została wyludniona i zniszczona 9 lipca 1948 podczas I wojny izraelsko-arabskiej, po ataku Sił Obronnych Izraela.

## Położenie
Barkusja leżała na pograniczu Szefeli z górami Judei. Według danych z 1945 do wsi należały ziemie o powierzchni 3216 ha. We wsi mieszkały wówczas 330 osoby.
| Własność gruntów | Powierzchnia gruntów [ha] |
| ---------------- | ------------------------- |
| Arabowie         | 3 214                     |
| Żydzi            | 0                         |
| Publiczne        | 2                         |
| Razem            | 3 216                     |

| Rodzaj użytkowanych gruntów | Arabowie [ha] | Żydzi [ha] |
| --------------------------- | ------------- | ---------- |
| Uprawy nawadniane           | 28            | 0          |
| Uprawy zbóż                 | 2 460         | 0          |
| Nieużytki                   | 697           | 0          |
| Zabudowane                  | 31            | 0          |

## Historia
Wieś Barkusja została prawdopodobnie założona w XIX wieku. W okresie panowania Brytyjczyków Barkusja rozwijała się jako niewielka wieś.
Podczas I wojny izraelsko-arabskiej w nocy z 8 na 9 lipca 1948 Siły Obronne Izraela rozpoczęły operację An-Far, podczas której Barkusja została zajęta i całkowicie wysiedlona. Wszystkie domy zostały wówczas wyburzone.

## Miejsce obecnie
Rejon wioski pozostaje opuszczony, a ziemie uprawne zajął moszaw Nachala.
Palestyński historyk Walid Chalidi tak opisał pozostałości wioski Barkusja: „Nie pozostały żadne domy. Wśród zarośli można dostrzec niektóre groby. Na jednym z nagrobków zachowały się czytelne inskrypcje. Istnieją również pozostałości studni”.